# Bibliothèque Palafoxiana
La Bibliothèque Palafoxiana (Biblioteca Palafoxiana) est une bibliothèque située dans le centre historique de la ville mexicaine de Puebla. Fondée dès 1646, elle est la plus ancienne bibliothèque d'Amérique.
Elle contient plus de quarante-cinq mille livres et manuscrits. En 1981, elle entre sur la liste des monuments nationaux (es). En 2005, l'UNESCO place la Biblioteca Palafoxiana sur la liste de la mémoire du monde.
Très endommagée par le séisme de Tehuacán de 1999, elle est restaurée de 2001 à 2003, et son fonds est numérisé à cette occasion.

## Historique

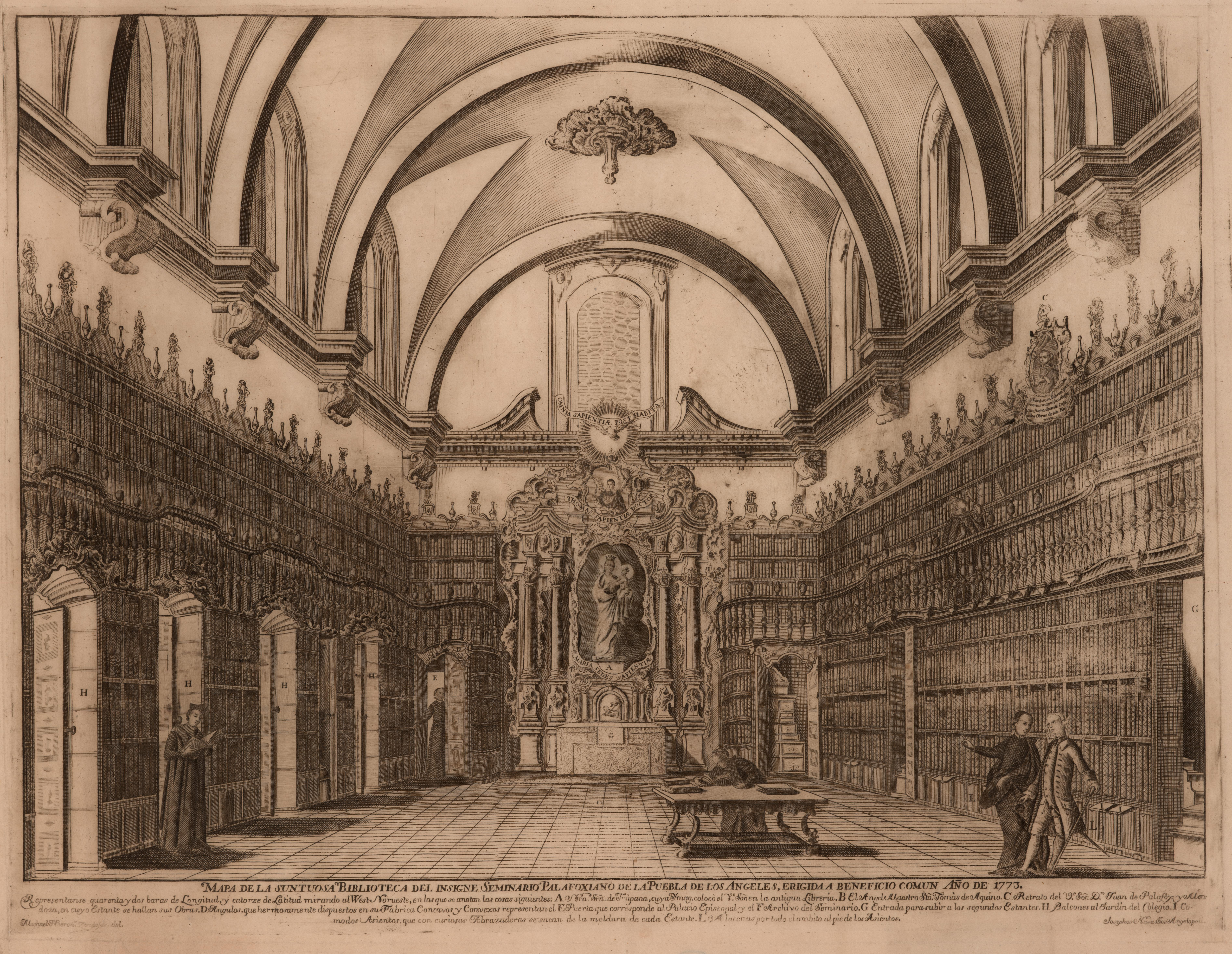
La bibliothèque en 1773, gravure de.

### Fondation
Le 5 septembre 1646, l'évêque de Puebla Juan de Palafox y Mendoza donne aux collèges tridentins sa collection personnelle de cinq mille ouvrages pour que soit fondée la bibliothèque. Son but est d'assurer à l'avenir la formation du clergé futur, mais également celle de la société de Puebla. Il est en effet stipulé que toute personne sachant lire a droit d'accès à la nouvelle bibliothèque,. Si toute copie de n'importe quel ouvrage est alors autorisée, l'emprunt et l'achat de livres sont totalement prohibés.

### Enrichissement et agrandissement
Plusieurs évêques du XVIIe au XIXe siècle font également don de leur collection personnelle à la bibliothèque. C'est le cas notamment de Manuel Fernández de Santa Cruz (es) en 1699, puis de Francisco Fabián y Fuero (es) en 1773. Ce dernier don, qui consiste en partie en des livres confisqués en 1767 aux Jésuites, nécessite une reconstruction du bâtiment pour accueillir les livres supplémentaires. Au XIXe siècle encore, Francisco Pablo Vázquez (es) lègue sa collection à l'institution.

### Séisme de 1999
Le 15 juin 1999, un séisme de magnitude 7,0 détruit ou endommage de nombreux bâtiments de la ville, dont la Biblioteca Palafoxiana. Les étagères, très anciennes et endommagées par les insectes, ne résistent pas aux secousses.
À partir de 2001, une action financée par les pouvoirs publics nationaux et locaux, mais surtout par l'UNESCO, permet la restauration du bâtiment. Jusqu'à quarante artisans sont mobilisés sur le chantier de restauration, numérotant chaque étagère au fur et à mesure du désassemblage pour que le résultat final soit le plus proche possible de l'aspect originel. L'institution ouvre à nouveau ses portes en 2003, et ouvre également à cette occasion un site de consultation en ligne,.

## Architecture
En 1773, le bâtiment actuel est construit par l'évêque Francisco Fabián y Fuero (es). La nef principale, située au deuxième étage du nouveau bâtiment, mesure 43 mètres de longueur et 11,75 mètres de largeur.Deux étages de bibliothèque sont ajoutés, en bois de pin ayacahuite, en coloyote et en cèdre, ce dernier constituant près de 80 % des matériaux utilisés,,.
Avec ces ajout de passerelles, la bibliothèque compte trois niveaux de stockage des ouvrages et 824 sections,.
Le mur occidental de la bibliothèque est orné d'un retable du XIVe siècle représentant la Madone de Trapani de Nino Pisano.
Cinq portes sont ouvertes du côté méridional et donnent sur des balcons surplombant le patio. Cinq fenêtres s'ouvrent également en partie haute de ce mur, et cinq autres dans le mur septentrional, pour éclairer les lieux.

## Collections
Au XXIe siècle, les collections de la Biblioteca Palafoxiana comprennent, suivant les sources, entre 45 059 et 41 556 ouvrages dont la plupart datent des XVIe au XIXe siècles. La restauration consécutive au séisme de 1999 est aussi l'occasion de lancer le chantier de numérisation de l'entièreté du fonds,.
Le texte le plus ancien de la bibliothèque est un incunable de 1493, une des versions de La Chronique de Nuremberg. Au total, la bibliothèque renferme neuf incunables.

## Protection
Le 31 juillet 1981, la Biblioteca Palafoxiana est déclarée Monument national (es).
En 2005, la Biblioteca Palafoxiana est ajoutée par l'UNESCO à la liste Mémoire du monde, ce qui en fait la seule bibliothèque d'Amérique à obtenir cette protection.